# Termodynamika černých děr
Ve fyzice je termodynamika černých děr oblastí výzkumu, která hledá sjednocení termodynamických zákonů s existencí horizontu událostí černé díry. Podobně jako studium mechaniky vyzařování černého tělesa vedlo k teorii kvantové mechaniky, tak úsilí pochopit mechaniku černých děr má velký dopad na pochopení kvantové gravitace, vedoucí k formulaci holografického principu.

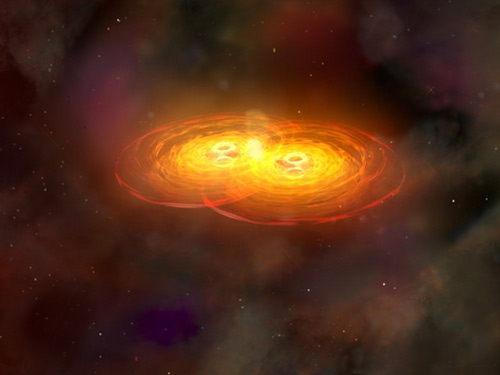
Umělcova představa dvou spojujících se černých děr, proces potvrzující termodynamické zákony

## Entropie černé díry
Jediný způsob jak dodržet 2. termodynamický zákon je připustit, že černé díry mají entropii. Pokud by černá díra neměla žádnou entropii, tak by bylo možné porušit 2. termodynamický zákon jednoduše vhozením hmoty do černé díry. Nárůst entropie černé díry by více než vykompenzoval pokles entropie nesené pohlceným objektem.
Vycházejícím z teorií ověřených Stephenem Hawkingem se Ja'akov Bekenstein domníval, že entropie černé díry je přímo úměrná ploše jejího horizontu událostí děleného Planckovou plochou. Beckenstein pokládal (½ ln 2) / 4π za konstantu proporcionality, zároveň tvrdil, že pokud konstanta není přesně tato, musí tomu být velmi blízká. Následující rok Hawking prokázal, že černé díry vyzařují tepelné Hawkingovo záření odpovídající určité teplotě (Hawkingovo teplotě). Použitím termodynamického vztahu mezi energií, teplotou a entropií, byl Hawking schopen potvrdit Bekensteinovu domněnku a opravit konstantu proporcionality na 1/4:
{\displaystyle S_{\text{BH}}={\frac {kA}{4\ell _{\mathrm {P} }^{2}}}}
Kde k je Boltzmannova konstanta a {\displaystyle \ell _{\mathrm {P} }={\sqrt {G\hbar /c^{3}}}} Je Planckova délka. Spodní index BH znamená buď black hole = černá díra nebo Bekenstein-Hawking. Entropie černé díry je přímo úměrná ploše jejího horizontu událostí a fakt, že entropie černé díry je zároveň maximální entropie, která může být obsažena v Bekensteinově hranici, byl hlavním důvodem, který vedl k holografickému principu.
Ačkoliv Hawkingovy výpočty poskytly další termodynamické důkazy pro entropii černé díry, do roku 1995 nebyl nikdo schopen udělat kontrolovaný výpočet entropie černé díry na základě statistické mechaniky, která spojuje entropii s velkým počtem mikrostavů. Ve skutečnosti, tzv. teorie bez vlasů zdánlivě předpokládala, že černé díry mají jen jeden mikrostav. Situace se změnila v roce 1995, kdy Andrew Strominger a Cumrun Vafa vypočítali správnou BH entropii supersymetrické černé díry v teorii strun použitím metod založených na D-membránách. Jejich výpočet následovalo několik podobných výpočtů entropie velkých, extrémních a téměř extrémních černých děr a výsledek se vždy shodoval Bekenstein-Hawkingovo rovnicí.
Cyklická kvantová gravitace, jako hlavní oponent teorie strun, také nabízela výpočet entropie černé díry. Tento výpočet potvrzuje, že entropie je přímo úměrná povrchu oblasti, s konstantou úměrnosti závislou od jediného volného parametru v CKG, Immirziho parametru.

## Zákony mechaniky černé díry
Čtyři zákony mechaniky černé díry jsou fyzikálními vlastnostmi černé díry, které by měly splňovat. Zákony, analogicky k zákonům termodynamiky, byly objeveny Brandonem Carterem, Stephen Hawking a Jamesem Bardeen.

### Znění zákonů
Zákony mechaniky černé díry jsou vyjádřeny v geometrizovaných jednotkách.

#### Nultý zákon
Horizont statické černé díry má konstantní povrchovou gravitaci.

#### První zákon
Máme
{\displaystyle dM={\frac {\kappa }{8\pi }}\,dA+\Omega \,dJ+\Phi \,dQ,}
Kde M je hmotnost, A je plocha horizontu, Ω je úhlová rychlost, J je úhlový moment, Φ je elektrostatický potenciál, k je povrchová gravitace a Q je elektrický náboj.

#### Druhý zákon
Plocha horizontu je neklesající funkcí času.
{\displaystyle {\frac {dA}{dt}}\geq 0}
Tento zákon byl nahrazen Hawkingovým objevem záření černých děr, které způsobuje úbytek hmoty i zmenšení plochy horizontu v čase.

#### Třetí zákon
Nelze vytvořit černou díru s nulovou povrchovou gravitací. K = 0 nelze dosáhnout.

### Diskuse k zákonům

#### Nultý zákon
Nultý zákon je analogický k nultému zákonu termodynamiky, který říká, že teplota tělesa v tepelném equlibriu je konstantní v každém bodě tělesa. Tvrdí, že povrchová gravitace je analogická k teplotě. T konstanta tepelného Equilibria v normálním systému je analogií k K konstantě pro horizont statické černé díry.

#### První zákon
Levá strana, dM, je změna hmotnosti / energie. I když první člen nemá momentálně zřejmou fyzikální interpretaci, tak druhý a třetí člen na pravé straně reprezentuje změny v energii, následkem rotace a elektromagnetismu. Analogicky, první termodynamický zákon představuje zachování energie, které na pravé straně obsahuje TDS.

#### Druhý zákon
Druhý zákon představuje teorii Hawkingovy plochy. Analogicky, druhý termodynamický zákon tvrdí, že změna entropie v izolovaném systému bude větší nebo rovna 0 pro spontánní proces, předpokládá spojení mezi entropií a plochou horizontu událostí černé díry.

#### Třetí zákon
Extrémní černá díra má nulovou povrchovou gravitaci. Tvrzením, že K se nesmí rovnat 0 je analogické k třetímu termodynamické zákonu, který tvrdí, že entropie systému v absolutní nule je konstanta. Protože systém v absolutní nule existuje v základním stavu.
Následně dS dosáhne 0 při 0K, ale S samotná také dosáhne 0, přinejmenším v pro dokonale krystalické látky. Nejsou známy žádné experimentální potvrzeno porušení zákonů termodynamiky.

### Interpretace zákonů
Čtyři zákony mechaniky černé díry tvrdí, že je možné vypočítat povrchovou gravitaci černé díry z teploty a plochy horizontu událostí s entropií. Pokud uvažujeme o černé díře klasicky, pak má nulovou teplotu a podle teorie černé díry nemají vlasy i nulovou entropii a zákony mechaniky černé díry zůstávají analogické. Přesto, když zvážíme i kvantově mechanické efekty, přijdeme nato, že černá díra vyzařuje tepelné záření o teplotě
{\displaystyle T_{\text{H}}={\frac {\kappa }{2\pi }}}.
Z prvního zákona mechaniky černé díry, to ovlivní multiplikativní konstantu BH entropie která je
{\displaystyle S_{\text{BH}}={\frac {A}{4}}}.

## Za černými dírami
Hawking a Page poukázali na to, že termodynamika černé díry je více obecná jako černé díry, a že kosmologický horizont událostí má také entropii a teplotu.